# Starrcade (2018)
Starrcade (2018) est une manifestation de catch (lutte professionnelle) produite par la World Wrestling Entertainment (WWE), une fédération de catch américaine, qui est télédiffusée, visible en paiement à la séance, sur le WWE Network. L'évènement se déroulera 24 novembre 2018 au U.S. Bank Arena à Cincinnati, dans l'état de l'Ohio et diffusé le 25 novembre 2018,.Il s'agira du vingt-et-unième édition de Starrcade et la deuxième produit par la WWE. L'évènement inclura une apparition spéciale du Hall of Famer, Ric Flair.

## Contexte
Les évènements de la World Wrestling Entertainment (WWE) sont constitués de matchs aux résultats prédéterminés par les scénaristes de la WWE. Ces rencontres sont justifiées par des storylines - une rivalité avec un catcheur, la plupart du temps - ou par des disqualifications survenues dans les shows de la WWE telles que Raw, SmackDown, 205 Live et NXT. Tous les catcheurs possèdent un gimmick, c'est-à-dire qu'ils incarnent un personnage gentil (face) ou méchant (heel), qui évolue au fil des rencontres. Un évènement comme WWE Starrcade est donc pour les différents storylines en cours,.

## Tableau de matchs
| Ordre par numéros | Match* | Stipulation(s)                                             |
| --- | --- | ---------------------------------------------------------- |
| 1 | Bayley, Dana Brooke, Ember Moon et Sasha Banks battent Alicia Fox, Mickie James, Nia Jax et Tamina Snuka par soumission | Eight-woman tag team match                                 |
| 2 | Drew Mclntyre bat Finn Bálor                                                                                            | Match simple                                               |
| 3 | The B-Team (Curtis Axel et Bo Dallas) battent The Revival (Scott Dawson et Dash Wilder)                                 | Tag team match                                             |
| 4 | The Bar (Cesaro et Sheamus) battent The New Day (Big E, Kofi Kingston et/ou Xavier Woods)                               | Tag team match pour le WWE SmackDown Tag Team Championship |
| 5 | Bray Wyatt bat Baron Corbin                                                                                             | No Disqualification match                                  |
| 6 | Charlotte Flair bat Asuka                                                                                               | Match simple                                               |
| 7 | Rey Mysterio bat Shinsuke Nakamura (c) par disqualification                                                             | Match simple pour le WWE United States Championship        |
| 8 | Rey Mysterio et Rusev (avec Lana) battent Shinsuke Nakamura et The Miz                                                  | Tag team match                                             |
| 9 | AJ Styles bat Samoa Joe par soumission                                                                                  | Steel Cage match                                           |
| 10 | Seth Rollins (c) bat Dean Ambrose                                                                                       | Steel Cage match pour le WWE Intercontinental Championship |
| La lettre C placée entre parenthèses désigne la personne ou l’équipe championne en titre. * La carte peut être changée | |                                                            |

### Articles annexes
- Liste des pay-per-views de la WWE